# C. J. Spiller
Pour les articles homonymes, voir Spiller (homonymie).
College Football Hall of Fame 2021
(en) Statistiques sur pro-football-reference
Clifford « C. J. » Spiller Jr., né le 5 août 1987 à Lake Butler en Floride, est un ancien joueur américain de football américain évoluant au poste de running back.

## Biographie
Étudiant à l'université de Clemson, il joua pour les Tigers de Clemson. Il pratiqua également l'athlétisme à très haut niveau (en 2009, il a couru le 100 mètres en 10 s 22 et le 200 mètres en 20 s 91).
Il est drafté en 2010 à la 9e place par les Bills de Buffalo. Il est alors joueur sélectionné le plus haut des Tigers de Clemson depuis Banks McFadden (1940) et Gaines Adams (2007), tous deux à la 4e place. Il est prévu comme remplaçant de Fred Jackson.
En 2011, il échange son numéro 21 avec le 28 de Leodis McKelvin.
En mars 2015, il signe aux Saints de La Nouvelle-Orléans mais devient agent libre l'année suivante.

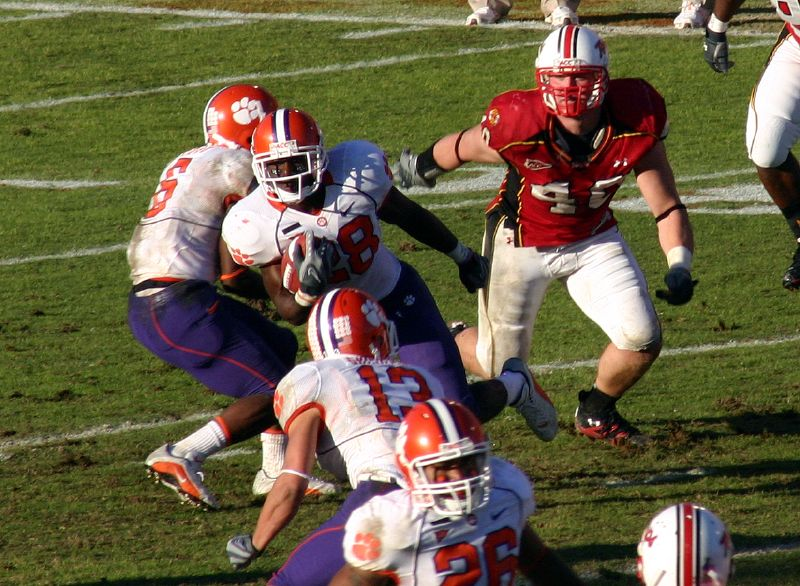
C. J. Spiller.